# Wolica (Bukowsko)

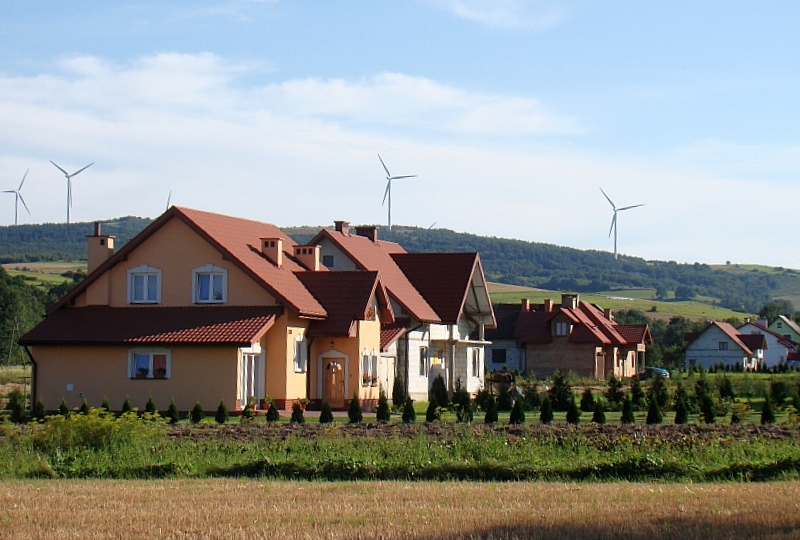
Dorf Wolica

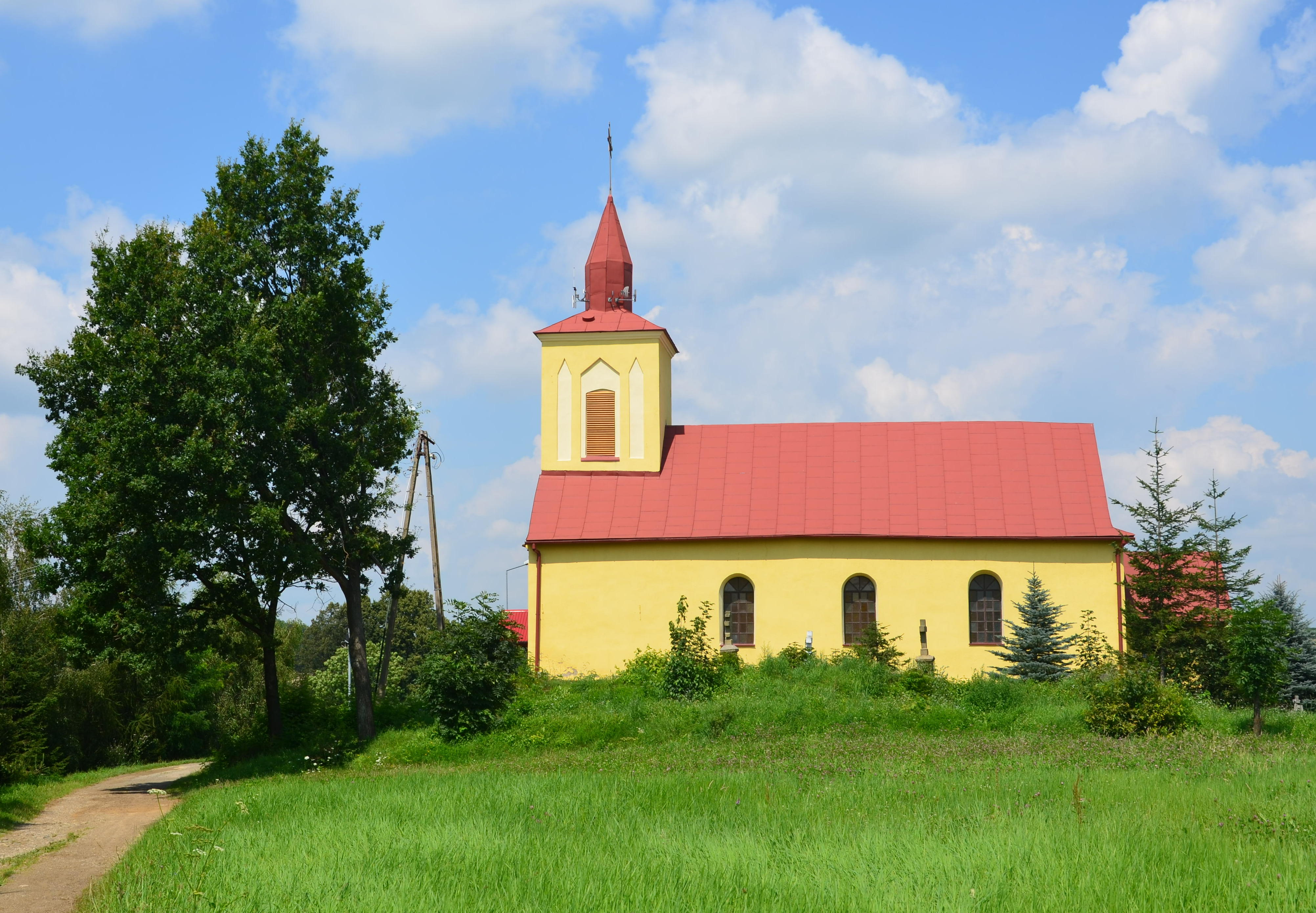
Die katholische Kapelle in Wolica

Wolica ist ein Dorf in der Gemeinde Bukowsko, Powiat Sanocki in der Woiwodschaft Karpatenvorland, Polen.
Es liegt in einem bewaldeten, hügeligen Gebiet im äußersten Südosten Polens an der Landstraße von Bukowsko in Richtung Sanok. In der Nähe befindet sich der Bach Sanoczek.
Als alte Schreibweisen von Wolica sind auch um 1435 sancti Petri alias Wolicza, 1441 Wolicza villa sancti Petri, 1450 Wolicza sancti Petri, 1453 Wolicza Superior alias ad sanctum Petrum,  1471 Volycza alias ad sanctum Petrum, Wyrzchna Vola,  1553 Wolicza Inferior et Superior [MK 83 k. 229] 10 km na SW od Sanoka.
Von 1975 bis 1998 gehörte das Dorf zur Woiwodschaft Krosno.